# Les Aventures du jeune Voltaire
Les Aventures du jeune Voltaire est une mini-série franco-belge en quatre épisodes de 52 minutes créée par Georges-Marc Benamou. Elle a d'abord été mise en ligne le 13 janvier 2021 en vidéo à la demande sur Salto, puis diffusée en Belgique à partir du 26 janvier 2021 sur La Trois et en vidéo à la demande sur Auvio, et en France à partir du 8 février 2021 sur France 2.

## Synopsis
Cette biographie retrace la jeunesse de François-Marie Arouet, dit Voltaire, depuis sa naissance le 21 novembre 1694 à Paris, jusqu'à l'année 1730.

## Distribution
Par ordre d'apparition au générique, avec entre parenthèses les numéros d'épisodes :
- Thomas Solivérès : Voltaire
  - Jules Bourg : Voltaire, 6 ans (1)
  - Basile Grunberger : Voltaire, 11 ans (1)
  - Bernard Le Coq : Voltaire âgé (1)
- Victor Meutelet : Richelieu
  - Siméon Spigelaere : Richelieu, 11 ans (1)
  - Philippe Paimblanc : Richelieu âgé (1)
- Maud Wyler : la duchesse du Maine (1, 2, 3)
- Éric Caravaca : François Arouet, père de Voltaire (1, 2, 3)
- Patrick d'Assumçao : lieutenant général
- Constance Dollé : mademoiselle Duclos (1, 2, 3)
- Victor Le Blond : Nicolas-Claude Thieriot
- Eugène Marcuse : Villefond (1, 2, 3)
- Tom Pezier : Edme-Louis Billardon de Sauvigny (1, 2, 3)
- Daniel Hanssens : Paul Poisson
- Gabriel Almaer : Armand Arouet, le frère aîné de Voltaire (1, 2, 3)
  - Igor Van Dessel : Armand Arouet, 15 ans (1)
- Olivier Bonnaud : comédien Philoctète et Hérode
- Émilien Vekemans : comédien Œdipe (1, 2)
- Amandine Hinnekens, Ines Dubuisson : comédiennes
- Stéphane Bissot : Anne-Marguerite Petit du Noyer (1)
- Alizée Gaie : Olympe Dunoyer (1)
- Philippe Résimont : l'ambassadeur de La Haye (1)
- Renaud Rutten : le duc du Maine (1, 2)
- Ronald Beurms : Laval (1, 2)
- Olivier Massart : Nicolas de Malézieu (1, 2)
- Sandrine Blancke : Marie-Marguerite Daumard, mère de Voltaire (1)
- Mélodie Valemberg : Fanny (1, 3)
- Christian Martin : Herbin (1, 2, 3)
- Bruno Georis : Maître Alain (1, 3)
- Luc Van Grunderbeeck : le recteur père Lejay (1)
- Guillaume Kerbusch : le père surveillant (1)
- Alexandre Trocki : le vieil homme (1)
- Colette Sodoyer, Fanny Esteve, Laetitia Reva, Fanny Carbonnel : dames de la Maison Dunoyer (1)
- Sébastien Fayard, Laurent D'Élia, Renaud Leclarcq : hommes de la Maison Dunoyer (1)
- Eric Naggar : l'abbé de Torsac (1)
- Julien Vargas, Jérémie Petrus : abbés (1)
- Dominique Rongvaux : le cousin (1)
- Trixie Lhomme, Kamelia Pariss : blanchisseuses (1)
- Marion Lory : l'accoucheuse (1)
- Emmanuel Plovier : le professeur de droit (1)
- Olivier Bony : l'abbé de Châteauneuf (1)
- Baptiste Sorin : le marquis de Saint-Ange (1)
- Gauthier de Fauconval, Julien de Broyer : des courtisans (Richelieu) (1)
- Aisleen Mac Lafferty, Nicolas Valberg : des marquises (Richelieu) (1)
- Florence Roux : un notable (Richelieu) (1)
- Jean Mathias Rondant : un homme du peuple (1)
- Caroline Lambert : une bourgeoise (Richelieu) (1)
- Fabio Thomas Castellarin : l'assaillant du collège (1)
- Éric Marcel : le neveu de Voltaire (1)
- Christa Theret : Adrienne Lecouvreur (2, 3)
- Pascal Demolon : Beauregard (2, 3)
- Thibault de Montalembert : le duc d'Orléans (2, 3)
- Hippolyte Girardot : le duc de Sully (2, 3, 4)
- Pauline Briand : Suzanne de Livry (2)
- Frédéric Clou : le laquais du château de Sully (2, 3)
- Philippe Briousse : le garde de la Bastille (2, 3)
- Maïa Aboueleze : la marquise de Sully (2)
- Sébastian Moradiellos, Mikael Di Marzo : des spectateurs (2)
- Amélia Colonnello, Lara Ceulamans : les courtisanes du régent (2)
- François Marthouret : André Hercule de Fleury (3)
- Valérie Bonneton : la marquise de Bernières (3, 4)
- Jérémy Gillet : le roi Louis XV à 17 ans (3, 4)
- Christophe Lambert : médecin (3, 4)
- Mathilde Rault : Marguerite Arouet adulte (3)
- Lorianne Klupsch : la reine Marie Leszczynska (3)
- François Neycken : un policier (3, 4)
- Alessandro Bevilacqua : un brocanteur (3)
- Julie Basecqz : une comtesse (3, 4)
- Laurent Van Wetter : le marquis de Bernières (3)
- Cachou Kirsch : une voisine (3)
- Steve Driesen : le commissaire (4)
- Vincent Deniard : Guy-Auguste de Rohan-Chabot (4)
- Thibault Neve, Bruno Mullenaerts, Adrien Letartre : des courtisans à Versailles (4)
- Valérie Bauchau, Alice d'Hauwe ; des courtisanes à Versailles (4)
- Michelangelo Marchese : Le Lorrain (4)
- Isabelle de Hertogh : la gouvernante (4)
- Freddy Sick : le curé de Saint-Sulpice (4)
- Jacques Cappelle : le maître d'armes (4)
- François Nambot : le comte de Saxe (4)

## Production

### Tournage
Le tournage a lieu dans les Hauts-de-France et en Belgique, au château de Belœil, dans le Hainaut, au château d'Haltinnes, au palais des princes-évêques de Liège, à l'hôtel de ville de Liège et au château de Modave et d'Heks dans la province de Liège entre le 17 février et le 24 avril 2020. De nombreuses scènes de rue sont également tournées à Senlis dans l'Oise, dont la rue du Châtel, la rue de Meaux, le parc du château royal, ou encore à l'abbaye Saint-Vincent[réf. nécessaire].

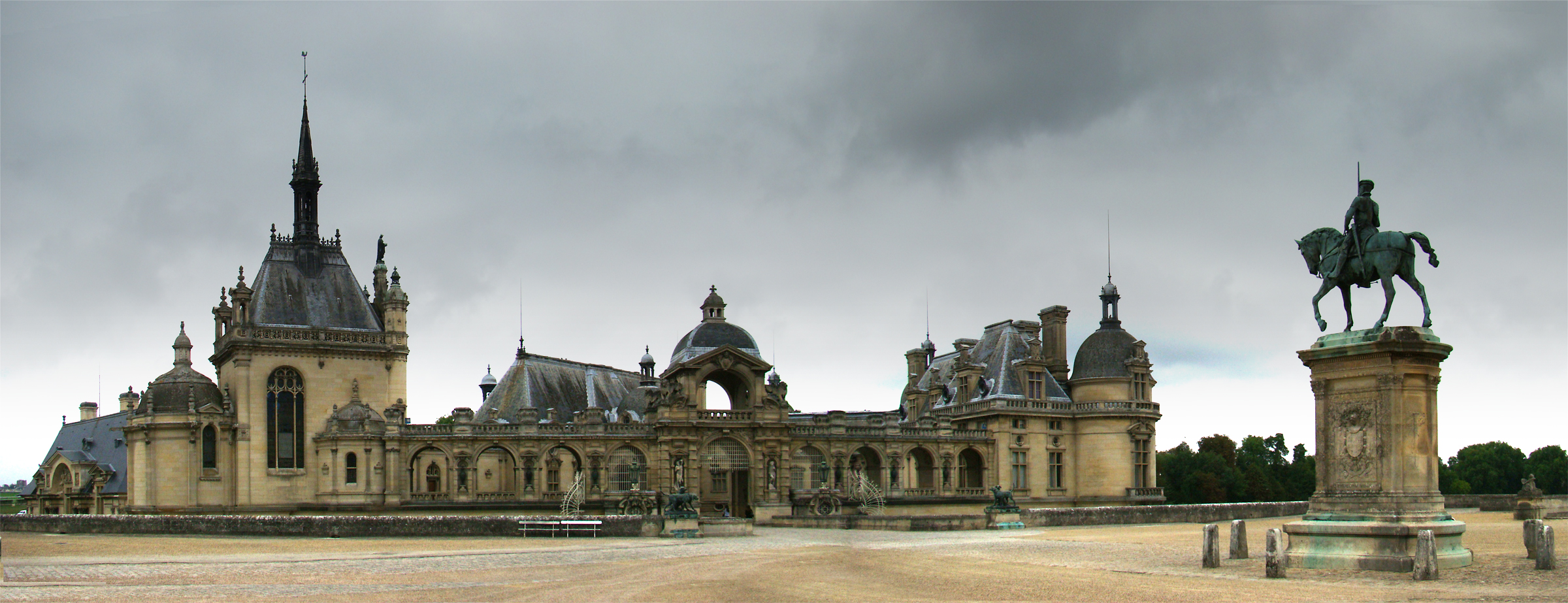
L'entrée du château de Chantilly.

Une des scènes est tournée au château de Chantilly, dans la vallée de la Nonette (Oise). Le tournage est interrompu le temps du confinement lié à la pandémie de Covid-19 ; il reprend fin juin 2020.

### Fiche technique
Sauf indication contraire, les informations mentionnées dans cette section peuvent être confirmées par la base de données cinématographiques Allociné,  présente dans la section « Liens externes ».
- Titre original : Les Aventures du jeune Voltaire
- Création : Georges-Marc Benamou
- Réalisation : Alain Tasma
- Scénario : Georges-Marc Benamou, Henri Helman et Alain Tasma
- Musique : Florent Marchet
- Décors : Denis Mercier[4]
- Costumes : Florence Clamond[4]
- Photographie : Glynn Speeckaert
- Production : Georges-Marc Benamou et Frédéric Bruneel[4]

Coproduction : Bastien Sirodot
- Sociétés de production : Siècle productions et Arezzo Productions ; Media Production Services et France télévisions (coproductions)
- Pays d'origine :  France  Belgique
- Langue originale : français
- Genre : biographie, histoire
- Durée : 4 x 52 minutes
- Dates de première diffusion : 
  - France : 13 janvier 2021 sur Salto ; 8 février 2021 sur France 2
  - Belgique : 26 janvier 2021 sur La Trois

## Épisodes
1. Jésuite et Libertin
2. La Bastille à 20 ans
3. Courtisan ou rebelle ?
4. La Liberté et l'Exil

## Accueil

### Audiences
| Épisode | Date de diffusion | Audience      | PDA 4+ |
| ------- | ----------------- | ------------- | ------ |
| 1       | 8 février 2021    | 3,43 millions | 13,9 % |
| 2       | 8 février 2021    | 3,04 millions | 14,3 % |
| 3       | 15 février 2021   | 2,95 millions | 12,2 % |
| 4       | 15 février 2021   | 2,71 millions | 12,4 % |

### Réception critique
La série est reçue très positivement, tant par la presse que par les spectateurs. Le site internet Allociné recense une moyenne de 3,5/5 pour les critiques de la presse et une moyenne de 3,7/5 pour les critiques des spectateurs.